# Acer x freemanii 'Celzam'
Acer x freemanii 'Celzam é uma espécie de árvore do gênero Acer, pertencente à família Aceraceae.